# Until It Sleeps
Until It Sleeps (engl. für: „bis es schläft“) ist ein Lied der US-amerikanischen Metal-Band Metallica. Der Song ist die erste Singleauskopplung ihres sechsten Studioalbums Load und wurde am 16. Mai 1996 veröffentlicht.

## Inhalt
Das Lied wird aus der Perspektive eines lyrischen Ichs erzählt, das sich mit seinen inneren „Dämonen“ und Krankheiten auseinandersetzt. Es würde sich am liebsten reinwaschen und zerreißen, damit diese aus seinem Körper verschwinden. Doch es kann sich nicht dagegen wehren und bittet um Beistand, bis die „Dämonen“ schlafen. Eine Inspirationsquelle für den Text könnte die Krankheit von James Hetfields Vater sein, der an unheilbarem Krebs litt und 1996 starb.

## Produktion
James Hetfield und Lars Ulrich, die beide für den Text verantwortlich zeichnen, produzierten das Lied zusammen mit dem kanadischen Musikproduzent Bob Rock.

## Musikvideo
Bei dem zu Until It Sleeps gedrehten Musikvideo führte Samuel Bayer Regie. Es ist sehr surreal und die dargestellten Figuren orientieren sich an Gemälden des Renaissance-Malers Hieronymus Bosch. So kommen darin zum Beispiel das menschenfressende Monster aus dessen Bild Der Garten der Lüste sowie Adam und Eva aus seinem Werk Der Heuwagen vor. Ein weiteres Thema des Videos ist Jesus vor der Kreuzigung (Ecce homo). Die Bandmitglieder sind ebenfalls im Video zu sehen.
Bei den MTV Video Music Awards 1996 wurde Until It Sleeps in der Kategorie Bestes Rockvideo ausgezeichnet.

## Single

### Versionen
US-Single
1. Until It Sleeps – 4:30
2. Overkill – 4:08

International Single Part 1
1. Until It Sleeps – 4:30
2. 2 X 4 (live) – 6:06
3. F.O.B.D. (aka Until It Sleeps - early writing in progress version) – 4:56

International Single Part 2
1. Until It Sleeps – 4:30
2. Kill/Ride Medley (live) – 10:19
3. Until It Sleeps (Herman Melville Mix) – 4:20

EP (Japan)
1. Until It Sleeps – 4:30
2. Until It Sleeps (Herman Melville Mix) – 4:20
3. Kill/Ride Medley (live) – 10:19
4. 2 X 4 (live) – 6:06
5. Overkill – 4:08
6. F.O.B.D. (aka Until It Sleeps - early writing in progress version) – 4:56

### Chartplatzierungen
Until It Sleeps stieg am 3. Juni 1996 auf Platz 15 in die deutschen Singlecharts ein und hielt sich 14 Wochen in den Top 100. In den Vereinigten Staaten belegte der Song Rang 10 und ist damit bis heute der höchstplatzierte Titel der Band in ihrem Heimatland. Besonders erfolgreich war die Single in Australien, Schweden, Dänemark und Finnland, wo sie jeweils die Chartspitze erreichte.
| ChartsChartplatzierungen       | Höchstplatzierung | Wochen |
| ------------------------------ | ----------------- | ------ |
| Deutschland (GfK)              | 15 (14 Wo.)       | 14     |
| Österreich (Ö3)                | 12 (12 Wo.)       | 12     |
| Schweiz (IFPI)                 | 22 (9 Wo.)        | 9      |
| Vereinigte Staaten (Billboard) | 10 (20 Wo.)       | 20     |
| Vereinigtes Königreich (OCC)   | 5 (5 Wo.)         | 5      |

| ChartsJahrescharts (1996)      | Platzierung |
| ------------------------------ | ----------- |
| Vereinigte Staaten (Billboard) | 92          |

### Auszeichnungen für Musikverkäufe
Am 6. August 1996 wurde das Lied für mehr als 500.000 Verkäufe in den Vereinigten Staaten mit einer Goldenen Schallplatte ausgezeichnet.
Bei den American Music Awards 1996 gewann Until It Sleeps den Preis in der Kategorie Bester Metal/Hard Rock Song.
| Land/Region               | Auszeichnungen für Musikverkäufe (Land/Region, Auszeichnung, Verkäufe) | Verkäufe |
| ------------------------- | ---------------------------------------------------------------------- | -------- |
| Australien (ARIA)         | Platin                                                                 | 70.000   |
| Neuseeland (RMNZ)         | Gold                                                                   | 5.000    |
| Norwegen (IFPI)           | Gold                                                                   | 10.000   |
| Schweden (IFPI)           | Gold                                                                   | 15.000   |
| Vereinigte Staaten (RIAA) | Gold                                                                   | 500.000  |
| Insgesamt                 | 4× Gold · 1× Platin ·                                                  | 600.000  |

Hauptartikel: Metallica/Auszeichnungen für Musikverkäufe